# علی شکول
علی شکول (زاده ۱۳۷۳ در تبریز) شناگر اهل ایران در رشته شیرجه است. او که عضو تیم ملی شنا ایران است، در لیگ شیرجه ایران ۱۰ عنوان قهرمانی دارد و در ۱۵ سال گذشته عضو تیم ملی شنا ایران بوده است و در مسابقات آسیایی و جهانی توانسته موفق به کسب مدال شود. شکول از ۱۰ سالگی به تشویق پدرش که سرمربی تیم ملی شیرجه ایران بود، وارد رشته شنا شد و توانست به سرعت در عرصه کشور افتخارآفرینی کند و به تیم ملی نوجوانان دعوت شد.
او در مسابقات آسیایی عنوان بهترین ورزشکار ورزش‌های آبی را از آن خود کرده است. شکول تحصیلات آکادمیک خود را تا مقطع دکتری در رشته تربیت‌بدنی پیش برده و در حال حاضر در دانشگاه آزاد اسلامی واحد تبریز در کنار فعالیت‌های ورزشی خود، مشغول تدریس است.

## افتخارات
- ۲ مدال نقره و یک مدال برنز در مسابقات قهرمانی آسیا (جاکارتا ۲۰۰۷)[۹][۱۰][۱۱][۱۲]
- مدال طلا مسابقات قهرمانی آسیا (سنگاپور ۲۰۱۰)[۱۳][۱۴]
- ۲ مدال طلا و یک مدال برنز در مسابقات قهرمانی آسیا (جاکارتا ۲۰۱۱)[۱۵]
- مدال برنز مسابقات بین‌المللی گراتس (اتریش ۲۰۱۴)
- مدال نقره مسابقات قهرمانی آسیا (بنگلور ۲۰۱۹)[۱۶][۱۷][۱۸][۱۹]
- قهرمانی لیگ برتر شیرجه ایران (به عنوان مربی تیم مس سونگون)